# Еберхард I (херцог на Вюртемберг)
Еберхард I Брадатия (на немски: Eberhard I von Württemberg, Eberhard im Bart, Eberhard V von Württemberg; * 11 декември 1445, Урах; † 25 февруари 1496, Тюбинген) от Дом Вюртемберг, е от 1457 – 1482 г. като Еберхард V граф на Вюртемберг-Урах, граф на Вюртемберг-Монбеляр (1457 – 1473, 1482) и от 1482 – 1496 г. също на Вюртемберг-Щутгарт. Oт 1495 г. като Еберхард I e първият херцог на Вюртемберг и Тек.

## Живот
Той е вторият син на граф Лудвиг I от Вюртемберг-Урах (1412 – 1450) и на Мехтхилд фон Пфалц (1419 – 1482), родена пфалцграфиня при Рейн, дъщеря на курфюрст Лудвиг III от Пфалц и втората му съпруга принцеса Матилда Савойска (1390 – 1438). Майка му се омъжва на 10 август 1452 г. втори път за Албрехт VI, херцог на Австрия. Той е по-малък брат на граф Лудвиг II (* 1439, † 1457).
Граф Еберхард V започва официално като малолетен през 1459 г. управлението на Графство Вюртемберг-Урах, след като държавата е разделена от 1442 г. чрез договора в Нюртинген. От май до ноември 1468 г. той прави поклонение до Йерусалим, където заедно с 24-мата му благороднически придружители на 12 юли 1468 г. в църквата Възкресение Христово е направен на рицар на Светия Гроб. Той дава обещание да не си бръсне повече брадата и получава допълнителното си име Брадатия.
На 12 април 1474 г. граф Еберхард се жени престижно за богатата италианска благородничка маркграфиня Барбара Гонзага от Мантуа в катедралата на Мантуа. На сватбата присъстват 14 000 гости и те изяждат 165 000 хляба и се изпива над 150 000 литра вино. Единствената им дъщеря умира като бебе. Еберхард има деца от други жени.
През 1477 г. граф Еберхард основава университет Тюбинген. На 14 декември 1482 г. Вюртемберг е отново обединен чрез договора от Мюнзинген. Той се мести в Щутгарт.
На 21 юли 1495 г. император Максимилиан I издига Графство Вюртемберг на Херцогство Вюртемберг и издига Еберхард на херцог.
Еберхард умира на 25 февруари 1496 г. от висока температура в дворец Тюбинген и е погребан в манастирската църква на Тюбинген.
- Монумент на херцог Еберхард I в Щутгарт
- Герб на херцог Еберхард I